# Tripoint Chine-Corée du Nord-Russie

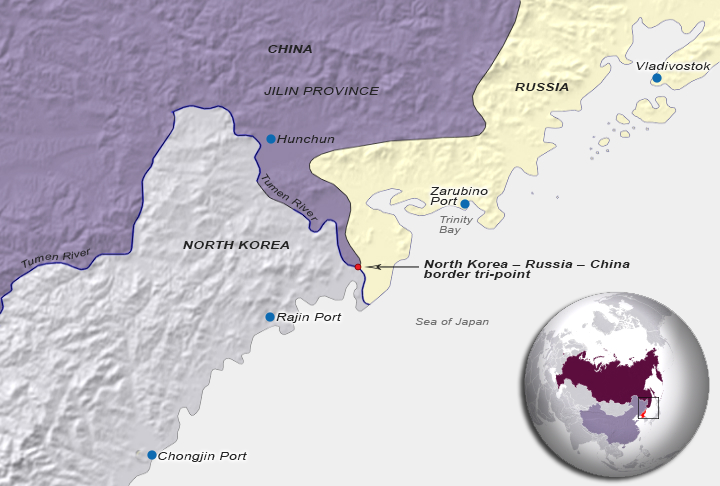
Carte de la région du tripoint.

Le tripoint Chine-Corée du Nord-Russie est le point de croisement de la frontière entre la république populaire de Chine et la Russie et de la frontière entre la Corée du Nord et la Russie. Le tripoint se trouve dans le fleuve Tumen à environ 500 mètres en amont du pont de l'Amitié Corée du Nord-Russie et à moins de 2 000 mètres de la localité russe de Khassan (raïon de Khassan, kraï du Primorié).

## Bornes frontalières

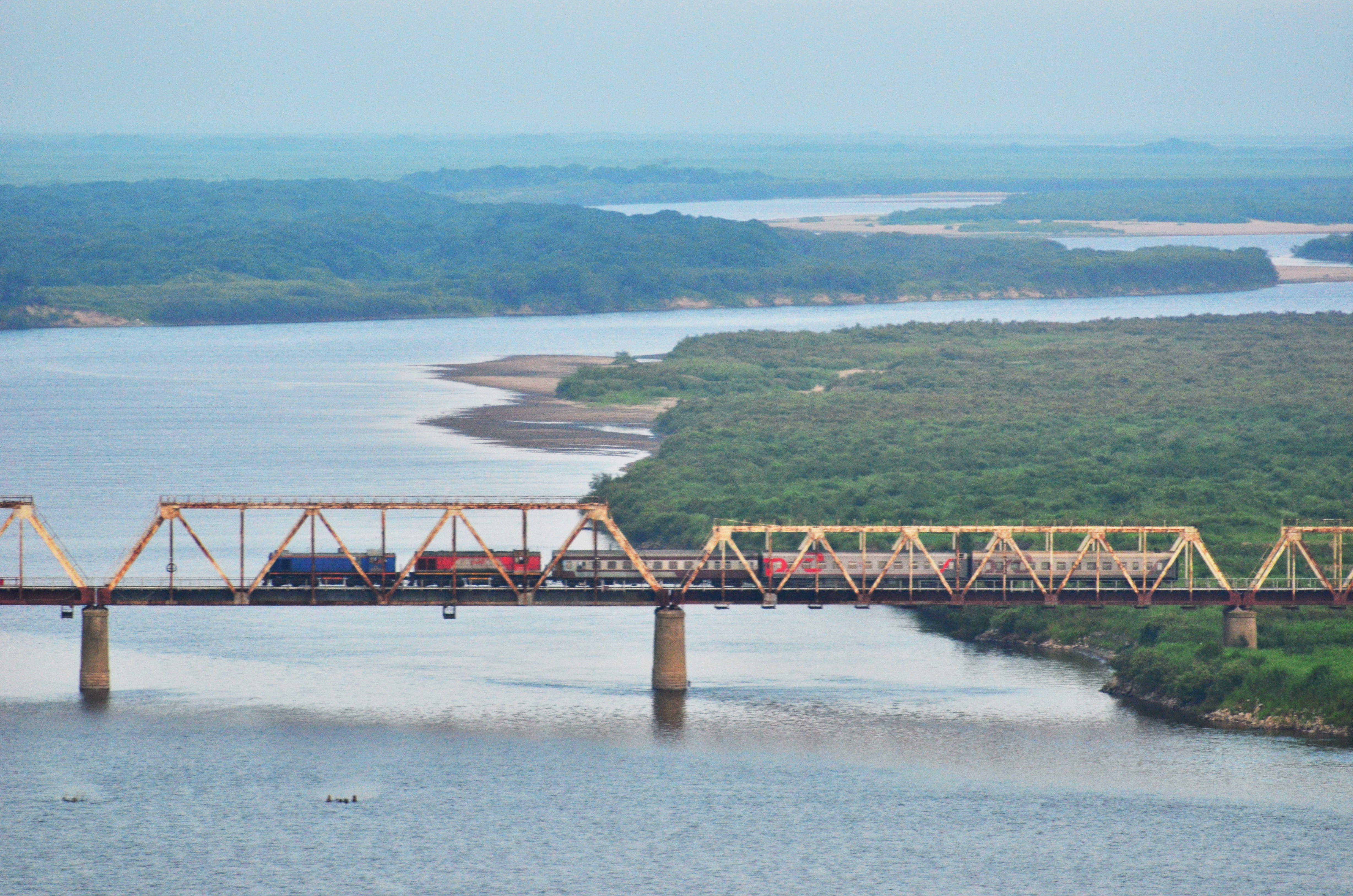
Pont de l'Amitié Corée du Nord-Russie vu depuis Fangchuan en Chine.

Trois bornes en granite en bordure du fleuve sont spécifiées dans le traité de 1985 définissant le tripoint, qui est « une ligne droite passant le long de la perpendiculaire depuis le panneau frontalier n° 423 sur la frontière étatique russo-chinoise jusqu'à la ligne du milieu du chenal principal de la rivière Tumannaya entre les deux rives de la rivière. »
- Borne n° 423, frontière russo-chinoise (traité numéro 1, rive gauche) - 42° 25′ 10,2″ N, 130° 38′ 17,7″ E (Pyongyang datum)  42° 25′ 11″ N, 130° 38′ 21″ E (WGS-84)
- Borne de Corée (traité numéro 2, rive droite) - 42° 24′ 59,5″ N, 130° 38′ 06,5″ E
- Borne de Russie (traité numéro 3, rive gauche) - Coordonnées à amender

## Description

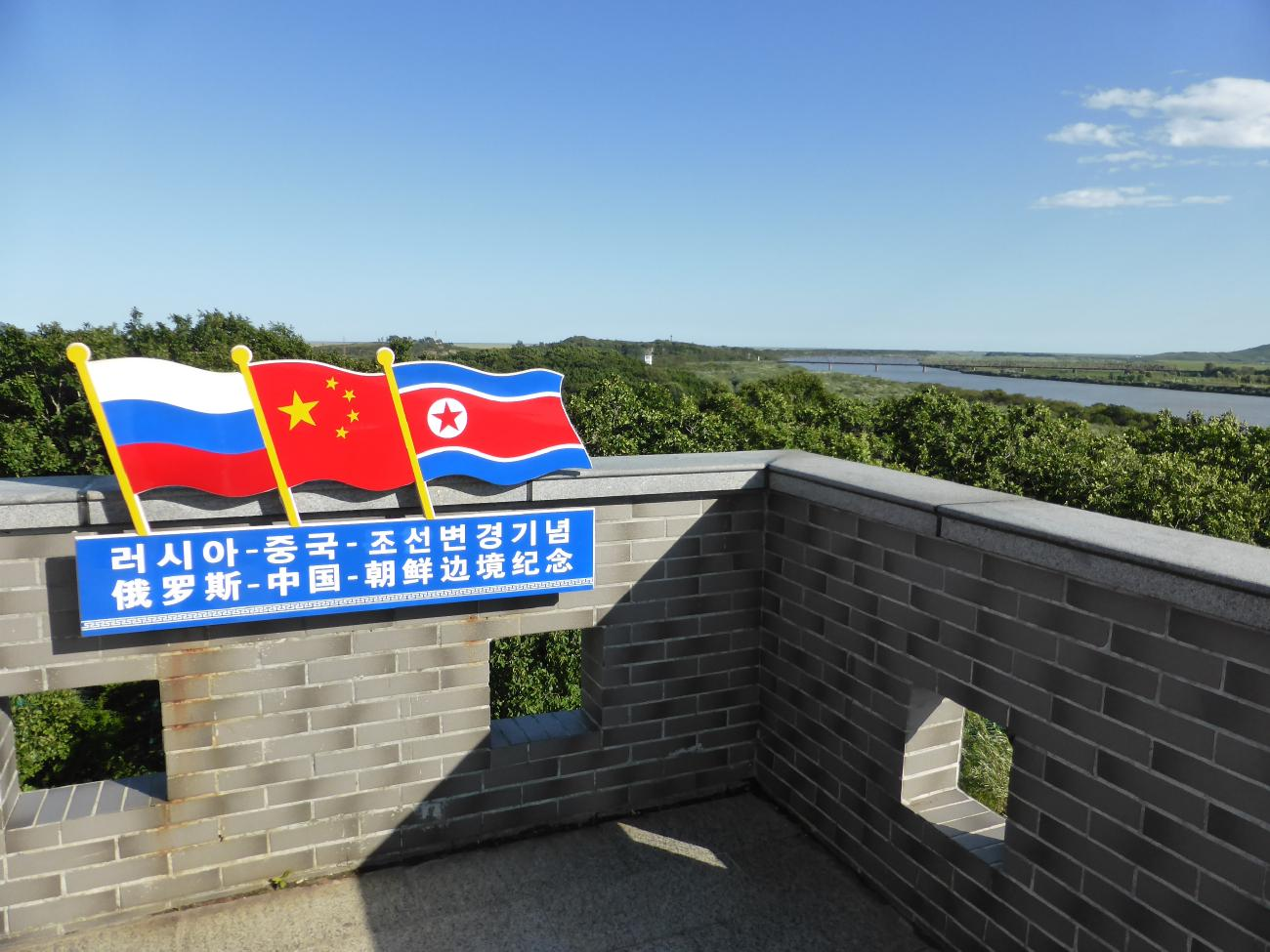
Mémorial du tripoint Chine-Corée du Nord-Russie à Fangchuan en Chine.

La frontière terrestre entre la Russie et la Corée du Nord longe le chenal (thalweg) du fleuve Tumen et de son estuaire, tandis que la frontière maritime sépare les eaux territoriales des deux pays dans la mer du Japon.
Le principal traité frontalier a été signé le 17 avril 1985.
Un traité trilatéral distinct spécifie la position du point triple des frontières de la Russie, de la Corée du Nord et de la Chine.
Les frontières Corée du Nord-Russie et Chine-Corée du Nord longent le milieu du fleuve Tumen, tandis que la frontière Chine-Russie s'approche du point de jonction par voie terrestre depuis le nord. Parce que le tripoint théorique est au milieu de la rivière, où il ne serait pas pratique d'installer un monument frontalier, l'accord prévoit plutôt que les trois pays installent des monuments frontaliers sur la berge et que la position du tripoint soit déterminée par rapport à ces monuments.
L'unité administrative du côté russe de la frontière est le district de Khassan dans le kraï du Primorié ; du côté coréen, c'est la ville de Rason ; du côté chinois, Fangchuan (en). Le principal poste de garde-frontières russe de la région est Peschanaya.

### Ligne frontière et zone frontière
L'interprétation des divers traités peut signifier qu'il existe une zone frontalière Chine-Corée du Nord dans le fleuve (ou même un condominium international). Dans ce cas, le tripoint ne serait pas strictement un point de rencontre du territoire souverain des trois pays.